# وسام الاستحقاق المدني
وسام الاستحقاق المدني (بالإسبانية: Orden del Mérito Civil) هو وسام أنشأه الملك ألفونسو الثالث عشر ملك إسبانيا في عام 1926، وتمنحه حكومة إسبانيا للضباط العاملين في خدمة الأمة الإسبانية، وللمواطنين الإسبان وغير الإسبان لخدماتهم الاستثنائية لصالح إسبانيا.

## لمحة تاريخية
أنشأ الملك ألفونسو الثالث عشر ملك إسبانيا وسام الاستحقاق المدني بموجب مرسوم ملكي صدر في 25 يونيو 1926 بعد أن اقترحه عليه الجنرال د. ميغيل بريمو دي ريفيرا (1870-1930) رئيس مجلس الوزراء، ونُشرت أولى لوائح منح الوسام في 25 مايو 1927. مُنح الوسام لمكافأة الموظفين العاملين في الدولة والمحافظات والبلديات، وللمواطنون الإسبان عن خدماتهم البارزة وغير العادية التي يؤدّونها لصالح الأمة الإسبانية، وللمواطنين غير الإسبان على سبيل المجاملة أو المعاملة بالمثل، وكان يُمنح في خمس درجات، وهي:
- وسام الصليب الكبير
- وسام القائد الكبير
- وسام القائد
- وسام الفارس
- وسام الصليب الفضي

درع وسام الاستحقاق المدني الإسباني مزين بالصليب الكبير والميدالية الفضية لوسام الاستحقاق الشرطي الإسباني وميدالية الملك جورج من المملكة المتحدة مُنحت كلها لإغناسيو إتشيفيريا بعد وفاته

يمنح ملك إسبانيا الأشخاص وسام الاستحقاق المدني بناءاً على اقتراح من وزير الدولة، ويتطلب هذا الاقتراح أن يقترن بموافقة مجلس الوزراء في حالة وسام الاستحقاق المدني من درجة الصليب الأكبر، وإرشادهم في جميع الحالات الأخرى.
ألغت الحكومة المؤقتة للجمهورية الإسبانية بموجب مرسوم صدر في 24 يوليو 1931 وسام الاستحقاق المدني وجميع أوسمة ونياشين وميداليات الدولة الأخرى باستثناء أوسمة إيزابيل الكاثوليكية، وأرادت استبدالها بوسام الجمهورية الإسبانية. أعيد وسام الاستحقاق المدني بعد انقضاء تلك الفترة الانتقالية مرّة أخرى بجميع امتيازاته بموجب مرسوم صدر في 3 فبراير 1945، وصار يُمنح في ست درجات تكريم هي:
- وسام الصليب الكبير (ويقابله وسام الطوق الكبير للسيدات)
- وسام القائد الكبير
- وسام القائد
- وسام الضابط
- وسام الفارس
- وسام الصليب الفضي

أصبحت درجة طوق الفارس هي أعلى درجات وسام الاستحقاق المدني بموجب مرسوم صدر في 26 يوليو 1957 بحيث تُمنح للملوك ورؤساء الدول وبشكل استثنائي لأولئك الذين حصلوا بالفعل على وسام الصليب الأكبر. حدثت منذ ذلك الوقت الكثير من التغيرات في الواقع الاجتماعي والسياسي وفي النظام القانوني والإداري لإسبانيا، ولقد طالت هذه التغيرات لوائح منح وسام الاستحقاق المدني الإسباني التي تغيرت لعدة مرات بدءاً من المرسوم الملكي الصادر برقم 2396/1998، والمؤرخ في 6 نوفمبر 1998، والذي نُشر في العدد 279 من الصحيفة الرسمية للدولة بتاريخ 21 نوفمبر 1998، وعُدل في 16 فبراير 1999، بحيث حددت اللائحة الجديدة مدى أهمية الوسام وترتيبه بين الأوسمة والنياشين الإسبانية الأخرى، وكان من أهم التغيرات التي طرأت على اللائحة إلغاء أسماء بعض الدرجات المخصصة للسيدات مثل الطوق الكبير لمنع اعتبار ذلك تمييزاً على أساس الجنس، كما أتاحت اللائحة الجديدة النساء الحاصلات على الوسام لأسباب جمالية ووظيفية (نظرًا لخصائص لباس الحفل) استخدام نسخ مصغرة من شارة الوسام، وتعليقها بشكل مختلف عن الرجال كما هو محدد لكل درجة في اللائحة الجديدة.
استحدثت اللائحة الجديدة أيضاً شكلين جديدين لشارات درجة القائد بحيث تُمنح اللأشخاص الاعتباريين، وللمؤسسات التي اعترفت باستخدام الأعلام أو الرايات المماثلة، بينما يُمنح وسام الشرف للمؤسسات التي لا تمتلك هذه الشعارات.
تُجري اللائحة الحالية لوسام الاستحقاق المدني مناقشة تفصيلية للمزايا التي يتعين النظر فيها لمنح الوسام، والمتطلبات الرسمية التي يجب الوفاء بها من خلال المقترحات التي تقدمها السلطات الشرعية المعنية، والإجراءات التي يمكن اتخاذها لتحديد مدى ملاءمة اقتراحات منح الوسام.
تنص اللائحة الحالية على منح وسام الاستحقاق المدني في سبع درجات للتكريم، وهي:
- الطوق
- الصليب الكبير
- وشاح وبلاك (وهو عبارة عن نجمة الوسام الذهبية)
- القائد الكبير (وهو عبارة عن نجمة الوسام الفضية)
- القائد (وهو عبارة عن نجمة الوسام الذهبية مُثبتة على قلادة)
- صليب الضابط (وهو عبارة عن صليب ذهبي يتدلى من شريط)
- صليب الفارس (وهو عبارة عن صليب فضي يتدلى من شريط)
- الصليب الفضي (وهو عبارة عن صليب فضي أصغر من السابق يتدلى من شريط)

| درجة التكريم  | شريط الوسام | شارة الوسام | نجمة الوسام |
| ------------- | ----------- | ----------- | ----------- |
| الطوق         |             |             |             |
| الصليب الكبير |             |             |             |
| القائد الكبير |             |             |             |
| القائد        |             |             |             |
| صليب الضابط   |             |             |             |
| صليب الفارس   |             |             |             |
| الصليب الفضي  |             |             |             |

يكون شريط الوسام لجميع درجات التكريم ملوناً باللون الأبيض مع وجود شريط أبيض ضيق في المنتصف، فيما عدا شريط درجة الطوق حيث يكون ملوناً باللون الأزرق وبخطين أبيضين على الحواف.

## أبرز الحاصلون على الوسام

### من الملوك والرؤساء
مُنحت درجتا طوق الفروسية والصليب الكبير للملوك ورؤساء الدول وزوجاتهم والدبلوماسيين.
| السنة | اسم الحاصل على الوسام             | الدولة                   | ملاحظات                            |
| ----- | --------------------------------- | ------------------------ | ---------------------------------- |
| 2021  | مون جاي إن                        | كوريا الجنوبية           | رئيس جمهورية كوريا الجنوبية        |
| 2021  | كيم جونغ سوك                      | كوريا الجنوبية           | زوجة رئيس جمهورية كوريا الجنوبية   |
| 2015  | محمد ولد أحمد سالم ولد محمد       | موريتانيا                | وزير الداخلية الموريتاني           |
| 2015  | سوشما سواراج                      | الهند                    | وزيرة خارجية الهند                 |
| 2012  | فيليبي كالديرون هينوخوسا          | المكسيك                  | رئيس المكسيك                       |
| 2009  | السير كينيث هول                   | جامايكا                  | الحاكم العام لجامايكا              |
| 2009  | السيدة راهيما هول                 | جامايكا                  | السيدة الأولى لجامايكا             |
| 2010  | بيترو بوروشينكو                   | أوكرانيا                 | رئيس أوكرانيا                      |
| 2008  | خليفة بن زايد آل نهيان            | الإمارات العربية المتحدة | رئيس دولة الإمارات العربية المتحدة |
| 2007  | روه مو هيون                       | كوريا الجنوبية           | رئيس جمهورية كوريا الجنوبية        |
| 2007  | كون يانغ سوك                      | كوريا الجنوبية           | زوجة رئيس جمهورية كوريا الجنوبية   |
| 2003  | جورجي بارفانوف                    | بلغاريا                  | رئيس بلغاريا                       |
| 2003  | زوركا بارفانوفا                   | بلغاريا                  | السيدة الأولى لبلغاريا             |
| 2003  | إيون إليسكو                       | رومانيا                  | رئيس رومانيا                       |
| 2003  | اسلام كريموف                      | أوزبكستان                | رئيس اوزبكستان                     |
| 2002  | عبد العزيز بوتفليقة               | الجزائر                  | رئيس الجزائر                       |
| 1999  | بيتار ستويانوف                    | بلغاريا                  | رئيس بلغاريا                       |
| 1999  | أنتونينا ستويانوفا                | بلغاريا                  | السيدة الأولى لبلغاريا             |
| 1996  | ليونيد كوتشما                     | أوكرانيا                 | رئيس أوكرانيا                      |
| 1996  | ليودميلا كوتشما                   | أوكرانيا                 | السيدة الأولى لأوكرانيا            |
| 1995  | مهاتير محمد                       | ماليزيا                  | رئيس وزراء ماليزيا                 |
| 1994  | فيدل ف. راموس                     | الفلبين                  | رئيس الفلبين                       |
| 1994  | أميليتا راموس                     | الفلبين                  | السيدة الأولى للفلبين              |
| 1993  | زيليو جيليف                       | بلغاريا                  | رئيس بلغاريا                       |
| 1993  | ماريا زيليفا                      | بلغاريا                  | السيدة الأولى لبلغاريا             |
| 1994  | معاوية ولد سيد أحمد الطايع        | موريتانيا                | رئيس موريتانيا                     |
| 1994  | عائشة بنت أحمد طلبة               | موريتانيا                | السيدة الأولى لموريتانيا           |
| 1979  | فيليكس هوفويت بوانيي              | ساحل العاج               | رئيس ساحل العاج                    |
| 1978  | صدام حسين                         | العراق                   | نائب رئيس جمهورية العراق آنذاك     |
| 1968  | الحبيب بورقيبة                    | تونس                     | رئيس الجمهورية التونسية            |
| 1968  | وسيلة بن عمار                     | تونس                     | السيدة الأولى لتونس                |
| 1968  | الحبيب بورقيبة الابن              | تونس                     | وزير خارجية تونس                   |
| 1965  | شيانج كاي شيك                     | جمهورية الصين (تايوان)   | رئيس جمهورية الصين                 |
| 1957  | كميل شمعون                        | لبنان                    | رئيس لبنان                         |
| 2021  | الأمير دانيال                     | السويد                   | دوق فاسترجوتلاند بالسويد           |
| 2021  | الأميرة صوفيا                     | السويد                   | دوقة فارملاند السويدية             |
| 2008  | الشيخ صباح الأحمد الصباح          | الكويت                   | حاكم الكويت السابق                 |
| 2008  | محمد بن زايد                      | الإمارات العربية المتحدة | ولي عهد أبو ظبي                    |
| 2006  | الأميرة مارثا لويز                | النرويج                  | أميرة النرويج                      |
| 2000  | الملك محمد السادس                 | المغرب                   | ملك المغرب                         |
| 2000  | الأميرة أستريد                    | بلجيكا                   | أميرة بلجيكا                       |
| 2000  | الأمير لورنز                      | بلجيكا                   | أمير بلجيكا                        |
| 2000  | الأمير لوران                      | بلجيكا                   | أمير بلجيكا                        |
| 1999  | الأميرة عالية وزوجها محمد الصالح  | الأردن                   |                                    |
| 1995  | الملك جعفر يانغ دي بيرتوان أغونغ  | ماليزيا                  | ملك ماليزيا                        |
| 1995  | الملكة ناجحه رجا بيرمايسوري أغونغ | ماليزيا                  | ملكة ماليزيا                       |
| 1966  | الملك فيصل آل سعود                | المملكة العربية السعودية | ملك السعودية                       |
| 1962  | الملك سعود                        | المملكة العربية السعودية | ملك السعودية                       |
| 1960  | الملك راما التاسع                 | تايلاند                  | ملك تايلاند                        |
| 1955  | الأميرة دينا                      | الأردن                   | ملكة الأردن (آنذاك)                |

### آخرين
| السنة | اسم الحاصل على الوسام    | الدولة                     | ملاحظات                                                            |
| ----- | ------------------------ | -------------------------- | ------------------------------------------------------------------ |
| 2019  | عبد اللطيف الحموشي       | المغرب                     | المدير العام للأمن الوطني ولمراقبة التراب الوطني بالمملكة المغربية |
| 2018  | منير الإسلام             | بنغلاديش                   |                                                                    |
| 2017  | نصر الحميد               | بنغلاديش                   | وزير دولة بنجلاديش                                                 |
| 2017  | اجناسيو اتشيفيريا        | إسبانيا                    |                                                                    |
| 2013  | فادي الأطرش جنبلاط       | لبنان                      |                                                                    |
| 2009  | أمانسيو أورتيجا          | إسبانيا                    |                                                                    |
| 2007  | ميريام ديفينسور سانتياغو | الفلبين                    |                                                                    |
| 2005  | عبد الرحيم الهروشي       | المغرب                     |                                                                    |
| 1948  | ج. هانتر جوثري           | الولايات المتحدة الأمريكية |                                                                    |